# 宇宙鉄人キョーダイン
『宇宙鉄人キョーダイン』（うちゅうてつじんキョーダイン）は、1976年4月2日から1977年3月11日まで、TBS系列で放送された毎日放送、東映製作の特撮テレビ番組である。放送時間は毎週金曜19:00 - 19:30(JST) 。全48話。
同時期には石ノ森章太郎による漫画版が『月刊少年マガジン』1976年4月号 - 7月号に連載された。

## 概要
集団変身ヒーローの草分けとなった『秘密戦隊ゴレンジャー』のヒットを受け、東映が生み出した同作の流れを汲む集団ヒーローのひとつである。本作品は2人兄弟のロボットヒーローという設定だった。NG稿では「鉄人兄弟 スカイブラザー」というタイトルだった。『人造人間キカイダー』、『ゴレンジャー』、『アクマイザー3』などと同様、日本語を横文字にしたいという原作者のこだわりもあり、「兄弟」を横文字にした「宇宙鉄人キョーダイン」に決定した。
本作品以前に毎日放送、TBS系で放送された『仮面ライダーストロンガー』が思うような人気が得られず、仮面ライダーシリーズが終了したのに対し、NET（現・テレビ朝日）系の『ゴレンジャー』は人気の絶頂に達していた。そこで「ポスト仮面ライダー」として製作されたのが本作品であり、スタッフもスタントマンは大野剣友会、音楽は菊池俊輔など、仮面ライダーシリーズから引き続き担当している。仮面ライダーシリーズとは違った年層を狙い、対象年齢は小学校低学年以下となっている。
ストーリーは基本的に前後編あるいは3話完結となっており、その中で敵であるダダ星侵略ロボット軍打倒の切り札となる超兵器の秘密をその歌詞に秘めた「花つみの歌」の謎をめぐる攻防戦が描かれるという、いわゆる「謎解き」のドラマも盛り込まれた。モチーフや作風は、当時人気を博していたロボットアニメや『宇宙戦艦ヤマト』『600万ドルの男』などのSF作品、またスーパーカーブームなどの影響があるとされる。
当初は大掛かりなメカニック特撮を盛り込んだ東映巨大ヒーローの決定版を目指していたようで、第1話から第6話まではキョーダインが巨大メカに変形して敵ロボットの変形した巨大メカとの迫力のメカバトルが見せ場のひとつとなっていた。しかし、諸事情によりキョーダインと敵であるダダ星侵略ロボット軍の尖兵ロボットの変形メカバトルが第7話以降は排除され（第15話から第17話までのサイクルマン戦は例外）、従来の東映ヒーローの王道である等身大アクションがメインとなった。さらに、物語の伏線だった「花つみの歌」の謎もその歌詞にダダ星侵略ロボットの装甲を溶解して倒す「X物質」なる超物質の隠し場所が秘められていたことが判明し、Xブラスターガンという武器が作られ、それがダダロボット軍に防御されてからはさらなる進展を見ずに消滅してしまうなど、その作品展開を貫かれていない点が多かったことは否めない。
しかし本作品は、当時としては凝ったSF設定が随所に盛り込まれており、また家族と引き離された健治の寂しい心境とそれを案じる周囲の人間たちによって織りなす哀愁ただよう人間ドラマは最後まで貫かれ、完成度の高いものであった。第1話から登場したレギュラーが最後まで登場し、途中退場などの変化がなく通したことも、番組の特色にある程度の統一感をもたらした点で評価できる。さらに、後半に登場した闇将軍ガブリンをはじめデス五人衆、ガブリンクィーン、そして黒騎士ブラックナイトといったダダ星侵略ロボット軍が送り込んだ強敵も、本作品を大いに盛り上げた。
夏期エピソードから怪奇色の強いエピソードも作られるようになり、バラエティに富んだ作風になった。
最終回はいったん有名無実化した「花つみの歌」の謎が復活して最終決戦で生かされ、そのメロディがダダ星侵略ロボット軍を倒すという新たな事実が解明され、さらに盛り上がった。そして、ダダ星からの脱出に成功した父の葉山博士、キョーダインのモデルとなった譲治と竜治ら兄2人と再会した健治を見届けたキョーダインが自分たちを犠牲にしてガブリンに特攻し、壮烈な最期を遂げるという結末を迎えた。

## あらすじ
葉山一家の末っ子・健治の誕生日パーティの最中、世界的ロボット工学者の父・葉山博士、長兄・譲治、次兄・竜治が、知識を狙って侵入して来たダダ星人によって拉致された。
やがてダダ星人のロボット群“ダダロイド”による地球侵攻が始まったが、発足した地球防衛軍では限界が生じる。
1年後、ロケットに乗って現れた2体のロボット、スカイゼルとグランゼル。それは葉山博士が、健治と地球をダダ星人から守るため、2人の兄の記憶・人格を全てロボットに移植した“サイバロイド”だった。健治は、父と兄が帰れない事実を受け入れられないながらも、2体のサイバロイドと共にダダ星人と戦うことを決意する。

## キョーダイン
葉山博士によって、長男・譲治と次男・竜治の人格が移植された2人のサイバロイド。三男・健治の護衛と地球防衛の任務を託されている。ダダ星の科学も多分に利用しているため、装甲はダダ兵団と同じく中性子金属で出来ており、3万度の熱に耐えられる。超エネルギー粒子「ダダニウム」を動力源とする。サイバロイドはダダニウムをガソリンと混合させ料理状にしてチューブから摂取する。ダダニウムとガソリンを混合すると、ガソリンの2億倍のエネルギーを生み出せる。また、大きな傷を修復した際には金属片を摂取する。
「オープンフェイス」の掛け声で頭部が開いてスクリーンとなり、映し出した人（スカイゼルは譲治、グランゼルは竜治）の顔で話したり、人型からマシーン型の攻撃形態へと変形することができる。第15話からキョーダイヤのエネルギーにより、擬似的な仮想人格（頭脳部分の複層コンピュータに記録された細胞記号を再生して実体を作り出すサイバグラフィーによるコピー人間）とサイバロイドボディ（キョーダイン本体）とが分離し、一定のポーズを取って「インダー・○○」の掛け声で実体化した仮想人格がサイバロイドボディに入ることでキョーダインへとなるようになった。合体前に足を怪我するなどしてジャンプできなくなると合体できない。仮想人格は10ギガヘルツの周波数を持っており、これも合体条件の一つである。

### スカイゼル
長男・譲治の人格をコピーしたサイバロイド。基本カラーは赤。モチーフは飛行機で、頭部に補助翼、胸にエアインテークを持つなど、航空機の意匠を持つ。
スピードを重視した空戦タイプ。視覚が発達しており、電子アイにより透視も可能である。
スカイジェット
「ゴージェット」または「スカイジェット」の掛け声で変形する、戦闘機型の対空用形態。亜光速の最高速度を誇る。
変形前と後では色くらいしか共通点は無い。緑のライト状の目はツリ気味の三白眼となり口が開き牙まで生えており、戦闘機に描かれるシャークマウスが、そのまま顔として立体化されているような意匠である。その顔付きの機首が鎌首をもたげるように双発ジェットから伸び、腹部にグランミサイルを抱える。
スカイミサイル
「ゴーミサイル」の掛け声で変形する、ミサイル型の対地戦用形態。
ミサイルというだけあって細身の円柱であり先端にやはり牙つきの顔がある。またミサイル形態には手が残されており、主翼の先端に肘から先の腕が取り付けられ突撃の際にはぐるぐると回転させる。グランカーに搭載される。突進して繰り出すスカイパンチと、頭からつっこんで後部にある爆弾を切り離し、爆破するという攻撃方法を持つ。
サイバグラフィー譲治
複創コンピューターによって生み出された譲治のコピー体。「インダースカイゼル」によりスカイゼル本体と合体し、スカイゼルに譲治の人格を反映させる。兄だけあって思慮深く暴走しがちな竜治の歯止めになることもある。また、健治の我がままには厳しく叱る竜治に比べて、優しく諭す温和な性格も反映されている。本物の譲治と違う点は自分たちが「キョーダイン」という自覚があり、死をも恐れず地球防衛を優先させる。サイバグラフィー（仮想人格アンドロイド）だけあって並みの人間よりは格闘能力も優れており、ロボ兵程度なら互角に亙り合える。サイバグラフィー竜治も同様である。サイバグラフィー竜治に対しては変身前は「竜治」、変身後は「グランゼル」と呼ぶ。

### グランゼル
次男・竜治の人格をコピーしたサイバロイド。基本カラーは青。モチーフは自動車で、両耳がタイヤ、顔はフロントグリル、目はヘッドライト、肩がフェンダー、胸にマフラーなど、自動車の意匠を持つ。
パワーを重視した地上戦タイプ。聴覚が発達しており、電子イヤーにより人間には聞き分けられない音波も探知できる。またタイヤ型の耳は無線機にもなっている。
グランカー
「チェンジ・グランカー」の掛け声で顔、手、胴体が変形する、スーパーカー型の地上重量戦形態。最高時速はマッハ1。
スカイミサイルを搭載するカタパルトと火炎放射器（ワニンガーを倒した）を装備している。車体前部には牙の生えた口を持つグランゼルの顔があり、前輪は巨大化した拳に収納され後部は金属フレームが露出した六輪車。カタパルトは伸ばして敵を殴りつけることも可能。実際に走行する実物大の撮影用モデル（レーシングカーの改造）が製作された。巨大化せずに変形だけ行うことも可能で、その場合、スカイゼルは変形せずカタパルトに乗る。25話ではカタパルトに放水ノズルを装備した。
グランミサイル
「ゴーミサイル」の掛け声で変形する、ミサイル型の対空・爆撃用形態。
スカイミサイルよりも細身で、手も拳部分のみになっているがダイキライの変形タイプを釣り上げるほどのパワーは有する。スカイジェットに搭載されており、地中にも潜れる。変形の際いったん外れた車輪がミサイル本体を軸にするように刺さるため、後端はタイヤが巻きついたような造形となっている。牙つきの口に三白眼は他の変形同様。グランミサイル急降下攻撃が得意。地中潜行も可能。必殺技はグランフィニッシュで、スカイミサイルのように頭から突進して尾部の爆弾を切り離すタイプと、手で敵を掴んで空中で振り回し、投げ飛ばすタイプがある。
サイバグラフィー竜治
複創コンピューターによって生み出された竜治のコピー体。「インダーグランゼル」によりグランゼル本体と合体し、グランゼルに竜治の人格を反映させる。性格は竜治そのものだが、ダダ星の侵略からの地球防衛より自分の私情を優先させる健治を厳しく叱責したこともあったが、本物の竜治同様に普段は父の代わりに家族サービスをする優しい兄である。グランゼルとしても健治を人質に取られた際に負傷しているにもかかわらず、自分を身代わりとして交換要求した。竜治態では譲治のことを「兄貴」と呼ぶが変身後は「スカイゼル」と呼ぶこともある。

### キョーダインの戦力・技

#### メカニック
ベース円盤
スカイゼル、グランゼルが乗ってきた円盤。その後新たな葉山家となる。
キョーダインのメンテナンスを行なうことができる。本来は救助用だが、キャノン砲と煙幕を装備しており、戦闘も可能。円盤下部を伸ばし、そこから搭乗するが、上部から出す搭乗用滑り台からも搭乗可能。侵入者撃退用に敵を包み込む梱包装置や縄縛り装置、マジックハンドも装備されている。搭乗の際の合言葉は「月は西から」。最終話ではダダ星に向かった。
スカイマシーン
スカイゼル・サイバグラフィー譲治の専用バイク。最高時速は300キロメートル。車体は赤く、丸みを帯びたデザインをしており、牙つきの口模様がある。突進して岩石を吹き飛ばすほどの強度を持つ。
劇中での活躍シーンは少なかったが、第45話ではガブリンクィーンとオートバイ戦を展開した。
グランマシーン
グランゼル・サイバグラフィー竜治の専用バイク。最高時速は300キロメートル。車体は青く、角ばったデザインをしており、スカイマシーン同様牙つきの口模様がある。
スカイマシーン同様、劇中での活躍シーンは少なかった。

#### スカイゼルの技・装備
スカイパンチ
空中を飛びながら放つパンチ。スカイミサイル形態でも使用可。
スカイアーム（右フック）
右手を飛ばしてパンチする、一種のロケットパンチ。腕を戻す時は「ハンド・リターン」と呼称する。パンチせずに掴む場合は「スカイハンド」と呼ぶ。
スカイキック
クラゲモン、デスギャットとダダゼーミに使用したキック技。飛び蹴りでダメージを与える。
スカイジャンプ
高くジャンプする。高速落下するスカイ急降下もある。
スカイ三段キック
強力なキック技。デス五人衆の一人であるデスギャットを倒した。3段と言っても、3段ジャンプするわけでも3回蹴るわけでもなく、飛び蹴りのカットが3回入るだけである。
スカイゼル岩石落し
敵にニードロップを食らわす。スカイキックからこの技を使用してダダゼーミを倒した。
分身の術（複製分身）
分身して敵を翻弄する。3話で初使用。33話でデス五人衆にも使用した。
スカイ頭突き
頭部を飛ばして攻撃する。レーダーバットンに使用。
スカイアタック
飛行しながら敵に突進する。タイホーンに使用。
スカイ体当たり
ジャンプしながらの体当たり攻撃。
スカイ火炎ミサイル
スカイミサイルの突進攻撃。
ベルトミサイル（ミニミサイル）
ベルトに装備されている、指ほどの太さの小型ミサイル。バックルのランチャーに常に装填されている他、予備弾が左右の腰から背中にかけて4発ずつ用意されている（計10発常備）。引火能力があり主にグランゼルの「ダダニウムガソリン」と合わせて使用される。
スカイロケット（スカイミサイル）
スカイジェットの背中に装備されている大型ミサイル。ミイラサタンを葬った程度でこれ自体が止めとなったことは少ない。
マイクロミサイル（サブミサイル）
スカイミサイルの背中に装備されている。名前の通りスカイロケットよりは小型なミサイル。タイホーンを内部から破壊するのに使用。

#### グランゼルの技・装備
グラン体当たり
体当たり攻撃。突進したり、ジャンプしながら使用する。スカイゼルと共同で行う場合はキョーダイン体当たりと呼称する。
グランパンチ
片腕を飛ばしてパンチする、一種のロケットパンチ。
グランビジョン
目をモニターとして、見た映像をベース円盤のモニターに映したり、記憶した映像を頭脳回路内で再生する。
グラン空中投げ
敵を頭上に抱え上げ、回転させてから放り投げる。16話で使用。
グランローラー
ダダロイド戦で使用される技。腹這いになって移動しながら敵を蹴散らすタイプ（7話）と、ダダロイド達を叩きのめして折り重ね、その上を転がって敵をまとめてぺしゃんこにするタイプ（8、11話）がある。別名・グランプレス。
火薬探知能力
目に内蔵されている能力。4話で海堂博士の隠れ家周囲の火薬反応を調べた他、13話でも時限爆弾を探知したが、11話でダダロイドの頭爆弾は探知できなかった。
グランナッチャー
グランカーの上に付いているスカイミサイルのカタパルトを上下させ、張り付いてきた敵を振り払う。
ダダニウムガソリン噴射
超燃料であるダダニウムを敵に噴きつける。引火させるためスカイゼルの「ベルトミサイル」と合わせて使用される。効力は高いが文字通り活動源のダダニウムを排出するのでエネルギー消費も高い。3話で使用。
タイヤカッター（グランカッター）
足のタイヤからノコギリ状のカッターを出して使用する。地面を掘ったり、鎖を断ち切ったり用途は様々。
グランゼルパワー
3話で足のタイヤを高速回転させて、足を拘束している鎖を切った。9話では体に巻きつく拘束を振りほどいた。
グランウインチ
30話で使用した能力。足のタイヤの軸に救助ロープを巻きつけ、回転させることで、ロープに掴まる譲治ごと巻き上げて助けた。

#### 共通技・合体技
キョーダインパワー
お互い手を握り2人の力を合わせて1京（きょう）ダインのパワーを発揮する。
使用頻度は多く、拘束を引きちぎったり、壁を破壊したり、高熱を発したりするために使用される。敵の引力倍加装置によって地球に接近するマレー大彗星を、パワーを同装置に流し込むことでコントロールして地球から遠ざけたこともある。
単体で使う場合はそれぞれ「スカイゼルパワー」「グランゼルパワー」と呼ぶ。
グレートパンチ
二人共通の技。両腕のみを巨大化させて繰り出す鉄拳。決め技として使用したことも多い。両者の変形の途中形態を利用していると思われる。当初はグランカーの変形途中を利用したグランゼルのみが使用していた。
キョーダインドリル
二人共通の技。スカイゼルの足からドリルが、グランゼルの足から車輪が出て高速回転し、地中に潜る。頭から潜るバージョンも存在する。
キョーダイン竹トンボ
グランゼルがスカイゼルを持ち上げて、その場で高速回転することで、竹トンボのように飛行する。上空への脱出が主な目的で再生デス五人衆の「フィニッシュ・フォーメーション」から逃れるのにも使用された。4話ではこれを地上で応用したスクランブルパワーという技を使用、周囲の敵を蹴散らした。
キョーダインスクラム
二人が肩を組んで突進する。
天地攻撃
空に舞ったスカイゼルと腹這いになったグランゼルが、上下から同時に襲いかかる。
電光石火攻撃
二人で高速移動する。カブトーンを翻弄した。
ダブルキック
二人で同時にキックする。通常はダメージを与えるために使用されるが、デスガッター戦では決め技として使用された。
キョーダインダブルキック
二人で同時に飛び蹴りを決める。サイクルマンを倒した。
キョーダインX攻撃
二人で交差しながらジャンプして敵を攻撃する。ロボンフッド1を翻弄した。
キョーダイン水車回し
二人がそれぞれダダ兵を掴んでバック転させるように何度も回しながら移動し、ダダ兵同士を衝突させる。19話で使用。
キョーダインピッチングパワー
グランゼルがスカイゼルを投げ飛ばし、その勢いでスカイゼルが敵にパンチを食らわす。37話で再生怪人たちを倒した。
ミサイル形態のフィニッシュ
スカイミサイルもしくはグランミサイルが体当たりし尾部（変形前の脚部にあたる）の爆弾を切り離し敵を爆破する。敵を貫通する直前に爆弾を切り離す。前半のマシンチェンジ戦メインの時の決め技。
エネルギー極限発生装置
キョーダイン最後の切り札。二人のエネルギーを極限まで高めるが、同時に二人の身体はバラバラになって燃え尽きてしまう。最終話で使用し、火の玉となってガブリンに突進した。

#### 特殊小型メカ・装備
ブラスターXガン
海堂博士がX物質を応用して開発した光線銃。15話より登場し主にスカイゼルが使用した。サイクルマンの片腕を吹き飛ばす威力があったが葉山博士の身代わりロボット（サイバロイド）が開発したサイクルマンガード（サイクルマン装甲車の装甲）には効き目がなかった。
さらなる改良には相模湖に落ちた虹の隕石が必要と海堂博士は推測するものの、虹の隕石の入手をサイクルマンに妨害され、17話以降改良されることはなかった。後にデス五人衆の一人であるデスギランにも使用され、デスギランを倒せなかったもののデスギランが使用した吸血細菌の抗生物質を造る役割を果たした。
宇宙スペクトル式透視双眼鏡
13話でゴンベスが開発した双眼鏡。人間に化けたダダロイドを見破る。透視サングラスや透視インスタントカメラもある。
磁力ビーム発射装置
5メートルの射程を誇る光線銃。14話で健児がタイホーンのレーダーを破壊するために使用。
レモナード銃
29話でゴンベスが開発した、農薬散布機のような銃。生気を吸う宇宙植物・スイダリアの弱点であるレモン汁を発射する。
一部無重力装置
31話で登場した、手に持って使用するメカ。狭い範囲を無重力にすることで、重量物を浮かせて運ぶ。
高熱放射ライト（名称不明）
36話で使用された、高熱を放射するライト。冷気で凍えた仲間たちを暖めた。
小型引力倍加装置
ダダ軍団が開発した引力倍加装置を小型化したもの。ベース円盤に搭載し、ガブリンクィーンが乗る戦闘円盤に使用して飛行を妨害し、着陸を誘った。
太陽の剣
古代ムウ帝国に伝わる、2本の剣の一つ。もう一本はブラックナイトが持つ「月光の剣」であり、月光の剣が猛威を振るう時に出現して、これを打ち滅ぼすと言われていた。月光の剣に苦戦するキョーダインの前に出現し、スカイゼルが使用してブラックナイトを一度は倒したが、その際にどちらの剣も爆発に巻き込まれて失われた。
特殊金属の剣
ブラックナイトのダダダイヤ製の剣に対抗して、地球防衛軍科学研究所の鷲尾博士が開発した2本のレイピア。地球最強の鋼で作られ、中性子金属も切り裂く威力を誇るが、敵の剣には敵わずに折られてしまった。
キョーダイヤ剣
後述のキョーダイヤで作られた剣。ブラックナイトの剣と互角の性能を誇る。最終的にブラックナイトの剣を折ることができたが、剣も刃こぼれが酷くて使えなくなった。
メロディー増幅発信装置
「はなつみの歌」の音波を電波に変換して増幅、ダダ星に発信することで、ダダ星の地球攻撃プログラムを狂わせた。

## 登場キャラクター

### 葉山家
科学者の家庭にしては肉体派で度々身体を鍛えている体育会系。健治はあまり運動が得意でなく逆上がりが出来ないが、キョーダインからも愛の鞭がとぶ。回想シーンでは葉山博士が譲治、竜治を鍛えているシーンもあった。
葉山 健治（はやま けんじ）
葉山博士の三男で末っ子。小学校に入ったばかりで譲治、竜治とはかなり年齢が離れている。
ダダ星地球侵略ロボット軍によりダダ星に連れ去られた父と2人の兄の身を案じ、兄の代わりとして地球にやってきたスカイゼルとグランゼルが兄だと聞かされてはじめは戸惑い否定していたが、すぐに心を開く。誕生日には2人から無線機を与えられる。兄たちとの再会後もキョーダインを敬愛し、その最期に涙した。
譲治を「大兄ちゃん」（おおにいちゃん）、竜治を「小兄ちゃん」（ちいにいちゃん）と呼び、サイバロイドであるキョーダインに対しても同様に呼んでいる。
白川 エツ子（しらかわ エツこ）
葉山博士の助手をしていたが、葉山博士たちがダダ星に連れ去られてからは地球防衛軍で少尉（技術士官）となる。健治の母代わりで、キョーダインと共に前線に赴くことも多い。
ゴンベス
黄色い円盤状の頭部と黒い球状のボディを持つメンテナンスロボット。ベース円盤内で暮らす葉山健治の面倒を見る家政ロボでもある。
内蔵されたコンピュータにより、様々な物を生産可能。胴体の蓋を開けて、体内に材料を入れることで料理も可能。重量がかなり重いらしく、急ぐ際には手足を収納して胴体と頭部に分離して、胴体を転がすゴンベスボールと、頭部を飛行させるシャッポアタック（別称、円盤モドキ）で移動する。目はシャッポに付いており、これで見た物を動画として再生することも可能。上半身は地中を掘り進むゴンベスドリルに変形可能で、体をミニサイズに縮小する能力もある。胴体に2つ付いている目のような部分は取り外すとビデオテープになる。脇の下から出す聴診器状センサーで火薬探査やX線探査を行い、地底基地の探査も可能。ロボ兵程度なら応戦出来る戦闘力があり健治の護衛も担っている。語尾に「ベス」をつけるのが口癖で1話では自らを爺と言っているが老人らしい様子は無い。
最終回では海堂博士を送っていったためにベース円盤に搭乗せず生き残った。
葉山 譲治（はやま じょうじ）
葉山博士の長男で、心優しい性格と冷静な判断力を持つ頼もしい兄貴。ボクシングや体操が得意で初期設定から語られていた。ダダ星に囚われている。
葉山 竜治（はやま りゅうじ）
葉山博士の次男で、沈着冷静でしっかり者の兄とは対照的に猪突猛進であわて者であるが物怖じしない度胸を持っている。アマチュアレスリングで活躍したが、その回想シーンは中盤から語られた。大食漢。ダダ星に囚われている。
当初は、言葉に詰まると顔面を両手で叩く癖があった（グランゼルも同様）が、いつのまにか無くなった。
葉山（はやま）博士
世界的なロボット工学の権威で、キョーダインの生みの親。その優秀な頭脳をダダ星に狙われてダダ星に連れ去られてしまう。既に老齢に差し掛かっているが息子たちに惜しみない愛情を与える。7話の回想シーンでは譲治、竜治がこの当時浮ついた趣味と看做されていたエレキギターを買ったことに対して頭ごなしに反対するなど、頑固親父な一面もある。
海堂（かいどう）博士
葉山博士の恩師である原子物理学者で、ダダ星ロボット軍打倒の鍵となる「はなつみの歌」の謎を解くことができる唯一の人物。そのためダダ星ロボット軍に狙われてしまう。白川エツ子とも旧知で彼女のことは「えっぴん」と呼ぶ。
第15話でX物質からブラスターXガンを制作したもののダダ星ロボット軍打倒の決定打にならず、さらなる改良をくわえようとした矢先、17話でサイクルマンに撃たれ吊り橋から転落し記憶喪失に。47話から最終回で記憶が回復し、はなつみの歌のメロディにダダ星の戦略コンピューターの機能を停止させる威力があることをつきとめた。

### 地球防衛軍
葉山博士がダダ星に連行されたのをきっかけにダダ星ロボット軍の侵略が本格化したため、ダダ星ロボット軍に立ち向かうべく国連有志国が発足させた防衛組織。ダダ星の侵略ロボットに歯が立たず苦戦していたがキョーダインを新たな防衛軍の一員に加えてバックアップする。
丸井（まるい）大佐
恰幅のよい防衛軍日本支部の司令官。しっかり者で頼れる指揮官。癇癪を起こすと、細田軍曹の髭を毟る癖がある。
細田（ほそだ）軍曹
丸井の補佐官を務め、小柄で髭がトレードマーク。あわて者で推理も当てずっぽうと非常に頼りない。
ハインケル中佐
丸井大佐の優秀な部下だったが地球占領軍司令官の地位を条件に提示され、ダダ星側に寝返った野心家。当初はバズカードに仕えていたがキョーダインに倒されたので後任のタンクーダに鞍替えした末、ダダ星の前線基地と共に下敷きになるというあえない最期を遂げた。1話のオープニングの字幕ではハンケル大佐、2話ではハンケル中佐と誤記されている。
イボンヌ中尉
妹のコリンヌをダダ星ロボット軍に誘拐されてやむなくダダ星ロボット軍に協力していたが、妹をキョーダインに助けられてからはたびたびバックアップする。
山田（やまだ）軍曹
防衛会議の会場であるクィンビルを護衛していた。葉山兄弟とも顔見知りである。
バトル准将
地球防衛軍の新兵器「ドリルミサイル」の視察にやってきた。実はガブリンクィーンの変装で、すんなりと潜入出来たところをみれば実在した人物のようである。丸井大佐や細田軍曹も彼女が着任するまで女性とは知らなかったらしい。本物のバトル准将がどうなったかは言及されなかった。オープニングの字幕では「バトル大佐実は?」と階級が誤記されている。
木島（きじま）少佐
地球防衛軍の第一秘密工場所長。中性子金属（ダダ兵団の装甲）を破壊するバズーカを開発したために狙われた。健治のクラスメイトの木島豊の父でもある。

### 城内小学校
葉山健治が通っている学校。何かとダダ星の地球侵略の巻き添えを喰う。
ルミ子（ルミこ）先生
健治のクラスの担任。出番は多く一定して準レギュラーを務めた。一度、病気のため療養していた時にガブリンクィーンが化けた富士アキ子が代理を務めたが、それはダダ星団の策略だった。
健治のクラスメート
割と決まった面子で固定されており、いつも健治と居るのは三郎とツトムで偶に陽子が加わる。
三郎（さぶろう）
健治に対して思いやりがあり、キョーダインに対しても尊敬している。実家は魚屋。
ツトム
三郎に比べてやや無神経な言動をする時があり、仲間内から罵声を浴びることもあるが本人は悪気は無いようである。三郎と同じく実家は魚屋。
陽子（ようこ）
偶に健治と行動を共にしダダ兵団の作戦に巻き込まれる。姉がおり、その度に「陽子が帰ってません」と心配している。
苛めっ子
第40話より登場。健治に「お前の兄ちゃんはロボットだ」「お前の親父はダダ星に寝返り地球を裏切った」などと因縁を付けては絡んでくる。配役紹介では三太と少年A・少年Bとされている。
向島の三太（むこうじまのさんた）
何時も健治を目の敵にしている。しかし、父親は分別がある人間で健治を庇い三太を叱った。だが、当の本人は反省しないどころか健治に恨みを募らせた。
少年AとB
三太が健治に負けそうになると加勢するなど、かなりの小物かつ卑怯者。

## ダダ星地球侵略ロボット軍（ダダ兵団）
ダダ星のロボット軍団の総称。装甲は皆キョーダインと同じく中性子金属で出来ている。ダダ星とは、地球から600光年離れたさそり座の一等星・アンタレスの中心を回る惑星である。科学が非常に発達しており、最低でも400年前に宇宙船を開発していた。
ガブリン
ダダ星の闇将軍と呼ばれる機械生命体で現在のダダ星での最高実権を握っている。地球侵略の全指揮を執る。当初侵略ロボ（ダダロイドとダダ兵団）を送り出していただけだったが、後に地球に飛来して直接侵略行動を行なった。その姿は巨大な右手型メカであり、掌の中心部に隻眼を持ち、そこから発する赤い熱線は瞬時にビルをも破壊する。各指にデス五人衆と呼ばれる精鋭部隊を格納している。毎回、ムソルグスキーの交響詩「禿山の一夜」をバックに、黒雲の中から登場した。ダダ兵団の中ではカブトーンと彼だけが人語を話さず「ガーブリーン」と発声するだけで全軍の指揮を執っている。
ガブリンクィーン
ガブリンの忠実な腹心である女性型機械生命体。31話よりデス五人衆全滅直後に登場した。
事実上ダダ星ではガブリンに次いでNo.2に位置する。本来はダダ星の王・アルファタへの厚い忠誠心を持っていたが、いつしかガブリンへの忠誠心と変わってしまっている。人心掌握術も達者で、先陣をきって自ら立てた作戦に参加する。
100の顔を持つ女王と呼ばれるように様々な人間形態へと変身でき、人間を洗脳するなど搦め手の作戦を得意とした。ルミ子先生が病欠の時の代理である富士アキ子に化けて、健治たちを狙ったこともある。
天地自然を操る能力を持ち、キョーダインを圧倒する戦闘力を持っていたが、慢心ゆえにキョーダインに止めを刺すチャンスを見逃すミスを重ね、ついに最終回で倒された。
アルファタ・ダダーリン王
ダダ星の王。壁画の肖像画では中東の王族のような姿で描かれている。番組内時間で400年前に死亡したとされていた。本当のダダ星は緑と水にあふれた美しい星だったが、科学の過剰発達が原因による環境破壊で滅びてしまうことが分かり、新たな移住可能な星を探すようにロボットたちに命じた。しかし、その間に深刻な環境汚染が原因でダダ星人は死に絶え、ダダーリン王の脳髄だけがロボットの手によってダダ星の戦略コンピューターの中枢として組み込まれており、移住命令をロボット軍団が侵略命令と誤解したことで地球への攻撃を開始するようになった。「はなつみのうた」のメロディーによって目覚め、ダダ星を脱出しようとしていた葉山博士らにダダ星の歴史を語った後、機能を停止し、「ダダ星は今ここに滅びた」という言葉と共に自らを宇宙へ放逐した。

### デス五人衆
中盤から登場する、ガブリンおよびガブリンクィーン配下の5名のロボット怪人。デスギャットを一番手として第26話よりガブリンクィーンに先駆けて登場した。それぞれが違った能力に長けている。当初は、デスガッターを除いて頭に透明フードを着けていたが、「アクションの時に邪魔になる」という理由から、再生後（ガブリンクィーン着任直後）にフードは外された。ガブリン親衛隊よりは上級の幹部であるが、彼らが登場後は士官ダダロイドは登場しない（除く再生タイプ）。
デスガッター
デス五人衆の一人で、金属性ロボット。ガブリンの親指の主。名前のとおり鋭角で金属的な顔を持ち、岩をも切断する巨大な長刀を武器とする他に念力も使える。また、人間体を持ちサイバグラフィー譲治とも闘った。任務のためには自分を解体して「流し台」になることも辞さない（ベース円盤に侵入するための作戦）など、五人の中でも特に任務に忠実。
デスギラン
デス五人衆の一人で、植物性ロボット。ガブリンの人差指の主。機械生命体でありながら花弁状の顔に緑葉、単眼を持ち、曲がった木の杖を持つ。植物を操る能力を駆使し、キノコ状の宇宙胞子菌で人間や機械を侵食感染させた。体内でx物質に対する抗体を作り、ブラスターXガンの攻撃を無効化した。弱点は目。
デスギャット
デス五人衆の一人で、動物性ロボット。ガブリンの中指の主。コウモリと猫をかけあわせたような顔つきで、額に第三の目を持つ。鉤爪の付いた長柄を持ち、催眠術を使う。暗闇でも平気な視力と時速200kmで走る脚力が自慢。登場時にはガブリン師団参謀と自称していた。デス五人衆では1番手として戦い、再生後はデス五人衆の中でガブリンに最初に処刑された。
デスバイキン
デス五人衆の一人で、細菌性ロボット。ガブリンの薬指の主。細菌というよりはミドリムシのような外見で、体内で生成する殺人細菌で人間を白骨化させる。普段は両手に細身のナイフを持つが、29話では紅子という女性に化けて、万能ムチを巻き付けて人間の生気やキョーダインのエネルギーを吸い取った。ガブリンクィーンからデス五人衆の処刑を告げられた時、真っ先に逃亡しようとした。
デスフラッシュ
デス五人衆の一人で、機械性ロボット。ガブリンの小指の主。のっぺらぼうの顔に一つ目。銀色の鞭を持ち、名前のとおり高圧電流とそれを変換して生み出す殺人光線で戦う。偽物のクイーンビルを要塞化した。変身能力がありクィーンビル設計者の道子に化けた。
再生デス五人衆
第32話より登場した強化されたデス五人衆。容姿は前述以外は差異はみられないが、ガブリンクィーン指揮下の元に個の能力は使わず5人の連携戦術でキョーダインに挑む。またガブリンクィーンと共に人間に化け潜入作戦や誘拐作戦なども企てた。
装備としては全員「冷凍作戦」時に冷凍ガス噴射装置が追加されている。下記のような戦術を使った。
アイアン・プロテクター
一人一人が鉄板に変形し5枚でバリケードを作る。スカイマシーンを弾き飛ばしたがグランカーには簡単に突破されてしまった。
五輪アタック
5人で円陣を組み回転しながら5つの火の輪を飛ばす。グランゼルを苦戦させた。

#### ブラックナイト
第40話より登場。度重なる失敗に怒ったガブリンがデス五人衆を解体し、金属細胞とエネルギーを合体させることで再生して誕生した超ロボット。白馬を自在に乗り回し、かなりの怪力でキョーダインを苦しめた。
当初は古代ムー帝国よりダダ星に伝わる悪魔の剣・月光の剣を武器としていたが、キョーダインが手に入れた太陽の剣に敗れる。倒されても何度でも再生することができるため、その後は槍と弓矢を武器に再登場する。
第44話で会話能力と引き換えに大幅なパワーアップが施され、ダダダイヤ製の勇者の剣でキョーダインを追い詰めたが、キョーダイヤ剣で剣ごと倒された。その後、ダダ星の技術を解明するために身体はパーツごとに分解され、それぞれ異なる研究所で保管されていたが、ブラックナイトの再復活を企んだガブリンクィーンの作戦により各研究所が襲撃され、頭部を除くパーツが奪還されてしまう。しかし、キョーダインが頭部を破壊したことで復活は回避された。

### ガブリン親衛隊
カメレオンを筆頭とするガブリン直属の上級兵士たち。コウモリをモチーフとしており、飛行能力を有し格闘能力もロボ兵より高い。ガブリンクィーンと同じくガブリンの言葉が理解できる。
カメレオン
第46話に登場。カメレオンのマスクを着用している以外は、他の親衛隊との差異はないが変身能力を持っている。葉山博士に変化してキョーダイヤを騙し取ろうとしたが、グリーンピースの好き嫌いの違い（ダダ星人はグリーンピースが嫌いで、食べても吐き出してしまう）で正体を見破られてしまう。
少年・風太郎（ふうたろう）（親衛隊D号）
同じく第46話に登場。健治・三郎・ツトムと出会い友情を結ぶが、その正体はダダロイドでありキョーダインを「中性子金属破壊装置」に誘導するのが目的だった。
健治たちの説得でキョーダインを助けるが、それによりガブリンクィーンの怒りを買い、中性子金属破壊装置により処刑されてしまう。

### 戦力
ダダロイド
序盤でのダダ星地球侵略ロボット軍の士官。兵器モチーフが多くキョーダイン同様に巨大マシンチェンジが可能であるが、後半からは生物モチーフが多数を占めマシンチェンジによる重量戦も減っていった。個の戦闘力も高くキョーダイン2人でやっと勝てるほど。タンクーダやダイキライのように個性的な人格を持つ者や、ガス・マーダーのようにダダ星以外の惑星で行動していた者もいる。1話のバズカードから25話のガス・マーダーまで活躍した。
ロボ兵
ダダ星地球侵略ロボット軍の兵士。右腕に取り付けたロケット砲が武器。小さな金属片になったり、鍵穴をすり抜ける能力を持つ他、頭部を分離して一体の頭部を五段重ねにできる。キョーダインに簡単にやられているので弱くみられるが、ロボットだけあって常人では歯が立たない。あまり流暢ではないが、一応人語も話せる。普段は「ダギ!ダギ!」とダダ星の言葉で倒せや殺せという意味の掛け声を発する。
月光の剣（げっこうのつるぎ）
古代ムー帝国に伝わる、2本の剣の一つ。ダダ星に伝えられ、三日月を象った刀身と鍔を持つ。ブラックナイト誕生の際、ガブリンが引き出物として、ガブリンクィーンを介してブラックナイトに与えた。この剣と対になるのが、後にキョーダインが持つことになる「太陽の剣」である。海底基地での戦いの際にどちらの剣もブラックナイトの爆発に巻き込まれて失われた。

## 用語
サイバロイド
電子頭脳の複層コンピューターに特定の人間の人格をコピーしたロボットで、いわば「身代わりロボット」。その人間の過去の記憶、感情、性格、癖も全て記憶している。クローンなどとは異なる。
なお、サイバロイド（キョーダイン）の食事はダダニウムをガソリンと混合させ料理状にした物で、腹部から伸びるチューブで摂取する。
キョーダイヤ
ベース円盤内にある宝石。キョーダイヤから発せられるエネルギーによって、キョーダインはサイバグラフィーを作り出せる（第31話より）。

## キャスト

### レギュラー・準レギュラー
※主演の夏と佐々木は、スカイゼルとグランゼルの声としての出番がメインで、顔出しでの手番はオープンフェイス時のモニターか、回想シーンのみだったが、サイバグラフィー設定が付けられた第15話以降は顔出しの出番が増える。第44話Bパート以降ではインダーする際に使われるキョーダイヤを剣として使用し、人間態に戻れなくなったため声だけの出番に留まっている。
- スカイゼル、葉山譲治 - 夏夕介
- グランゼル、葉山竜治 - 佐々木剛
- 葉山健治 - 古川聡
- 白川エツ子 - 堀江美都子
- 丸井大佐 - 伊達正三郎
- 細田軍曹 - 沼田爆
- 葉山博士 - 宇佐美淳
- 海堂博士 - 天本英世
- 山田隊員 - 三井恒
- ルミ子先生 - 日野麗子
- 村野美子 - 亀井和子
- 三郎 - 長谷川誉、大柴学、小塙謙士、藤原哲也、庄野たけし、道祖土勝
- 時男 - 近藤克明、大栗正史、都井健治、小川雄一
- 明 - 薄田拓己、石井勇
- 宏 - 加藤淳也、大柴学
- ツトム - 藤原哲也、小塙謙士
- 三太 - 鶴来貴司
- 陽子 - 滝波邦子(第22,23,32~39,41~45話)、尾崎ますみ(第26,27話)、伊藤つかさ(第28,30,31話)
- ヒロ子 - 伊藤麻紀(第10話)、伊藤つかさ(第29話)
- ガブリンクィーン人間態（オープニングテロップでは、「○○（各々の女優が演じる人物）実は？」と表記される）
  - 富士アキ子、バトル准将、魔痢亜、雪おんな、ジプシー占師、マリ、尼僧 - 渡辺やよい
  - 光子、美紗 - 原良子
  - やよい、オリバー姫 - 川崎あかね

### 声の出演
- ゴンベス - 和久井節緒
- ガブリンクィーン - 渡辺やよい、太田淑子、北浜晴子
- 闇将軍ガブリン - 飯塚昭三
- アルファタ・ダダーリン王 - 飯塚昭三
- デスギャット - 大宮悌二、依田英助
- デスギラン - 依田英助、丸山詠二
- デスフラッシュ - 岡田道郎、飯塚昭三、二見忠男
- デスバイキン - 京田尚子、沼波輝枝
- デスガッター - 二見忠男、飯塚昭三、青森伸
- ブラックナイト - 北山年夫、大宮悌二
- ガブリン親衛隊 - 田川勝雄、丸山詠二、清川元夢、大峰順二
- ロボ兵 - 佐川二郎、山浦栄、栗原良二
- ルナ - 吉田理保子
- ナレーター - 羽佐間道夫（冒頭の「キョーダイーン!!!!!」のコールも担当）

### スーツアクター
- スカイゼル[7] - 中屋敷鉄也
- グランゼル[7] - 河原崎洋夫
- スカイゼル（トランポリン演技）[7] - 湯川泰男
- グランゼル（トランポリン演技）[7]、怪人[7] - 上田弘司
- ゴンベス[7] - 石塚信之
- ロボ兵[7] - 岡田勝ほか

### 主なゲスト
| - 防衛軍兵士 - 栗原良二、伊東勇治、平峰隆、上田弘司、中村隆行、若狭新一、足立義夫 - ハインケル中佐 - 大月ウルフ（第1・2話） - 平野先生 - 桧山ともえ（第3話） - 東京ボンバーズ - 角田誠、川島次夫、梅原好司、野口孝則（第5話） - 岬ユミ - 久万里由香（第7・8話） - 司会者 - 二瓶正也（第8・30話） - 志村博士 - 河合絃司（第9話） - トオル - 庄野たけし（第10話） - イヴォンヌ中尉 - マリア・エリザベス（第11・18・27話） - コリンヌ - ロッタ・オデスタム（第11話） - 粟崎一郎 - 頭師孝雄（第13話） - 粟崎良子 - 高樹蓉子（第13話） - 粟崎ユミ - 松下実加（第13話） - 山崎大造 - 梅津栄（第13・14話） - 山崎きく - 津田亜矢子（第13・14話） - 山崎勝也 - 藤森政義（第13・14話） - 天田教授 - 相馬剛三（第17話） - まゆみ - 桜井浩子（第18話） - 田川博士 - 入江正徳（第18話） - ゆか - 小池朱美（第18話） - マサ子の父 - 二瓶秀雄（第19話） - マサ子の母 - 安達由紀（第19話） - シゲ子 - 佐藤美鈴（第19話） - マサ子 - 新山くるみ（第19話） - 光子 - 高安真弓（第19話） - 良子 - 大城信子（第20話） - ルミ - 牧野みどり（第20話） - 海堂千恵子 - 矢島洋子（第21話） - 安男 - よぎ栄一（第21話） - ユミ - 氏家文江（第21話） - 太郎 - 角所勉（第24話） - 光子 - 永沢日和（第24話） - 守 - 大栗正史（第24話） - 武 - 道祖土勝（第24話） | - 野村博士 - 片山滉（第25話） - 井上博士 - 河合絃司（第25話） - 橋本博士 - 相馬剛三（第25話） - 野村明 - 神谷政浩（第25話） - 杉山博士 - 打越章之（第25話） - 原博士 - 美原亮三（第25話） - 上田幸造 - 佐藤晟也（第26・27話） - 鈴木敏子 - 桂ルミ（第26・27話） - 医者 - 黒部進（第27話） - ロベール博士 - フレット・ボサート（第27話） - 山田軍曹 - 丹古母鬼馬二（第28話） - 道子 - 松井紀美江（第28話） - 木村 - 弘松三郎（第28話） - 鈴木 - 日吉としやす（第28話） - アジモフ教授 - トニー・セテラ（第28話） - 女学生 - 佐藤美沙子、鈴木裕子、吉田元美（第29話） - あき - 佐藤明美（第30話） - 恵子 - 峰洋子（第30話） - 章一 - 庄野たけし（第30話） - 柴田 - 高月忠（第33話） - 怪力男 - 大前均（第34・35話） - ピエロ - 杉義一（第34・35話） - 火吹き男 - 栗原良二（第34・35話） - 木島少佐 - 田中浩（第37話） - 木島豊 - 高柳裕之（第37話） - 議長 - 河合絃司（第39話） - 長官 - 山田光一（第39話） - 三太の父 - 奥村公延（第40話） - 丹波博士 - 田島義文（第41話） - ルーマン - トニー・セテラ（第42・43話） - カリーン - 原良子（第42・43話） - ルナ - 小湊栄江（第42話） - 鷲尾博士 - 植村謙二郎（第44話） |

## スタッフ
- 原作 - 石森章太郎（石ノ森章太郎）
- 企画 - 平山亨、七條敬三
- 監督 - 竹本弘一、佐伯孚治、若林幹、小西通雄、神野智、折田至、村山新治
- 脚本 - 藤川桂介、井出敬、熊谷節、江連卓、若林幹、上原正三
- 撮影 - 工藤矩雄、小林武治、山沢義一、森喜弘
- 照明 - 戸塚和夫、元持秀雄
- 美術 - 大瀬賢一
- 助監督 - 神野智、小野多美雄、原田昌樹
- 撮影助手 - 松村文雄
- 仕上制作 - 映広音響
- 現像 - 東映化学
- 録音 - 太田克己
- 編集 - 菅野順吉、祖田富美夫、吉川泰弘
- 効果 - 伊藤克己
- 選曲 - 花村勝
- 制作主任 - 林実
- オートバイアクション - 高橋政生
- トランポリン - 湯川泰男
- 技斗 - 池田力也、岡田勝
- 特撮 - 特撮研究所（1 - 27話：大澤哲三、28話 - 最終回：松原裕志）
  - 特撮監督 - 矢島信男（ノンクレジット）
- 造形 - コスモプロダクション
- 制作事務 - 大橋四郎
- 制作担当 - 黒木勝利
- 音楽 - 菊池俊輔
- 音楽制作 - あんだんて
- 製作 - 毎日放送、東映

## 音楽
菊池俊輔がBGMおよび主題歌・挿入歌を作・編曲した。
本作品の音楽は対象年齢が小学校低学年以下となったため、菊池が担当したアクション系作品では珍しく、メジャーコードのBGMが大量に作曲されている。
ストーリーに大きく関わる「花つみの歌」は「くだものやさいへんちくりん」として堀江美都子が歌ったものが主題歌シングルに併録された。なお、劇中ではゴンベスが歌ったという設定でゴンベス役の和久井節緒が歌ったバージョンも使用されている。
その他の挿入歌の初出は「テレビまんがアイドルデラックス 4」（CW-7075）というLP（日本コロムビアより1976年8月に発売）である。同LPには本作品と『大空魔竜ガイキング』の歌が各6曲、合計12曲が収録された。そのうち、「ゴンゴンゴンベス」と「地球はやっぱりすばらしい」はシングルカットもされた。

### 主題歌
オープニングテーマ「宇宙鉄人キョーダイン」
作詞 - 石森章太郎 / 作曲・編曲 - 菊池俊輔 / 歌 - ささきいさお、こおろぎ'73
第27、30話では挿入歌として使用された。
第26話からはオープニング映像が一部変更、バズカードとタンクーダに代わって、ガブリン・ガブリン親衛隊・デス五人衆が登場した。
エンディングテーマ「キョーダインとは俺たちだ」
作詞 - 八手三郎 / 作曲・編曲 - 菊池俊輔 / 歌 - ささきいさお、こおろぎ'73

### 挿入歌・イメージソング
主題歌シングルにOP、EDと併録
「くだものやさいへんちくりん」
作詞 - 石森章太郎 / 作曲・編曲 - 菊池俊輔 / 歌 - 堀江美都子、こおろぎ'73、コロムビアゆりかご会
劇中では「花つみの歌」として堀江演じる白川エツ子少尉が歌い、夏や佐々木らレギュラー陣もコーラスに参加した。
LP（下記）には収録されなかった。

LP「テレビまんがアイドルデラックス 4」が初出
※4曲とも劇中未使用。
「ゴンゴンゴンベス」
作詞 - 八手三郎 / 作曲・編曲 - 菊池俊輔 / 歌 - 和久井節緒、コロムビアゆりかご会
「地球はやっぱりすばらしい」
作詞 - 石森章太郎 / 作曲・編曲 - 菊池俊輔 / 歌 - ささきいさお
「父はいってた」
作詞 - 赤井圭 / 作曲・編曲 - 菊池俊輔 / 歌 - ささきいさお
「ねらった敵はどこまでも」
作詞 - 八手三郎 / 作曲・編曲 - 菊池俊輔 / 歌 - ささきいさお

## 放送リスト
| 放送日        | 話数 | サブタイトル                          | 脚本          | 監督     | 登場ダダロイド 、他 |
| ------------- | ---- | ------------------------------------- | ------------- | -------- | --- |
| 1976年 4月2日 | 1    | バンザイ!! 兄弟ロボット               | 藤川桂介      | 竹本弘一 | - バズカード（声 - 依田英助） - タンクーダ（声 - 飯塚昭三）                                                                            |
| 4月9日        | 2    | 出た！ロボット戦車                    | 藤川桂介      | 竹本弘一 | - タンクーダ（声 - 飯塚昭三） |
| 4月16日       | 3    | 決戦！タンクーダ大暴れ                | 藤川桂介      | 竹本弘一 | - タンクーダ（声 - 飯塚昭三） |
| 4月23日       | 4    | 解くぞ！カキにカボチャの大作戦        | 上原正三      | 折田至   | - ダイキライ（声 - 丸山詠二） - ガトリンガー（声 - 里見たかし） - 不死身サイボーグ部隊                                                 |
| 4月30日       | 5    | くだけ！不死身のダダ軍団              | 上原正三      | 折田至   | - ダイキライ（声 - 丸山詠二） - ガトリンガー（声 - 里見たかし） - 不死身サイボーグ部隊                                                 |
| 5月7日        | 6    | 見たか！キョーダイン新殺法            | 上原正三      | 折田至   | - ダイキライ（声 - 丸山詠二） - ガトリンガー（声 - 里見たかし） - 不死身サイボーグ部隊                                                 |
| 5月14日       | 7    | こわい!! リモコン人間                 | 藤川桂介      | 竹本弘一 | - レーダーバットン→グレートバットン（声 - 大宮悌二） - リモコン人間軍団                                                                |
| 5月21日       | 8    | さがせ!! グレート・バットンの秘密     | 藤川桂介      | 竹本弘一 | - レーダーバットン→グレートバットン（声 - 大宮悌二） - リモコン人間軍団                                                                |
| 5月28日       | 9    | 怪?! 空とぶノコギリ円盤               | 藤川桂介      | 佐伯孚治 | - ノコギリン（声 - 飯塚昭三） |
| 6月4日        | 10   | わかった！はなつみの歌の謎            | 藤川桂介      | 佐伯孚治 | - ボーガン（声 - 八代駿） - カブトーン（声 - 八代駿）                                                                                  |
| 6月11日       | 11   | たおせ！殺し屋カブトーン              | 藤川桂介      | 佐伯孚治 | - ボーガン（声 - 八代駿） - カブトーン（声 - 八代駿）                                                                                  |
| 6月18日       | 12   | あやうし！恐怖のサッカーボール        | 上原正三      | 折田至   | - ボーガン（声 - 八代駿） |
| 6月25日       | 13   | どうして?! ダダ星人は団地がお好き     | 上原正三      | 折田至   | - タイホーン（声 - 沢りつお） |
| 7月2日        | 14   | 大ピンチ！不滅要塞からの脱出          | 上原正三      | 折田至   | - タイホーン（声 - 沢りつお） |
| 7月9日        | 15   | なんだ!? 火の玉 怪物体                | 上原正三      | 小西通雄 | - サイクルマン（声 - 辻村真人） |
| 7月16日       | 16   | 無敵!! サイクルマン大逆襲             | 上原正三      | 小西通雄 | - サイクルマン（声 - 辻村真人） |
| 7月23日       | 17   | 勝負だ！死のX攻撃                     | 上原正三      | 小西通雄 | - サイクルマン（声 - 辻村真人） |
| 7月30日       | 18   | 出たーっ!! 闇から襲う狼人間           | 藤川桂介      | 若林幹   | - ロボンフッド1（声 - 阪脩） - ロボンフッド2（声 - 梶哲也） - 狼人間（演 - ミスター珍）                                                |
| 8月6日        | 19   | 危い!! 赤い宇宙植物の怪奇             | 藤川桂介      | 若林幹   | - ロボンフッド1 - ダダフラワー |
| 8月13日       | 20   | 南海のリズム！恐怖の夏休み            | 上原正三      | 村山新治 | - ワニンガー（声 - 飯塚昭三） |
| 8月20日       | 21   | 魔の山！よみがえる吸血ミイラ          | 上原正三      | 村山新治 | - ミイラサタン（声 - 丸山詠二） |
| 8月27日       | 22   | ギャーッ!! 消えた教室                 | 上原正三      | 若林幹   | - クラゲモン（声 - 長谷川弘） - 闇将軍ガブリン - ガブリン親衛隊                                                                        |
| 9月3日        | 23   | 悪魔の手か!? 闇将軍ガブリン           | 上原正三      | 若林幹   | - トケルンガー（声 - 辻村真人） |
| 9月10日       | 24   | 気をつけろ！宇宙ゼミが人を喰う!!      | 藤川桂介      | 小西通雄 | - ダダゼーミ（声 - 大宮悌二） - 宇宙ゼミ                                                                                               |
| 9月17日       | 25   | 氷地獄だ!! 恐怖の冷凍怪物!!           | 藤川桂介      | 小西通雄 | - ガス・マーダー（声 - 丸山詠二） |
| 9月24日       | 26   | 怪奇!! 猫にされた子供たち             | 上原正三      | 村山新治 | - デス五人衆 |
| 10月1日       | 27   | 恐るべし!! デス五人衆の猛襲           | 上原正三      | 村山新治 | - デス五人衆 |
| 10月8日       | 28   | にげろ！空飛ぶ人喰いビルデング        | 熊谷節        | 小西通雄 | - デスフラッシュ |
| 10月15日      | 29   | 血の花か?! 美女がムチをならす         | 江連卓        | 小西通雄 | - デスバイキン(人間態・紅子 演 - 川崎あかね）                                                                                          |
| 10月22日      | 30   | 当った!! 死を呼ぶ少年の予言           | 藤川桂介      | 神野智   | - デスギャット - 猫顔の戦闘員（劇中で名称なし）                                                                                        |
| 10月29日      | 31   | ああ兄ちゃんが!! スカイゼルになれない | 上原正三      | 神野智   | - デスガッター(人間態、声 - 橋爪功) |
| 11月5日       | 32   | その正体は?! 恐ろしくステキな先生     | 上原正三      | 竹本弘一 | - ガブリンクィーン - 再生デス五人衆 |
| 11月12日      | 33   | あばけ！百の顔をもつ魔の女王          | 熊谷節        | 竹本弘一 | - ガブリンクィーン - 再生デス五人衆 |
| 11月26日      | 34   | のぞくな!! ふしぎな魔法の箱           | 江連卓        | 若林幹   | - ガブリンクィーン - 再生デス五人衆 |
| 12月3日       | 35   | 出発！ダダ星ゆき超特急！              | 江連卓        | 若林幹   | - ガブリンクィーン - 再生デス五人衆 |
| 12月10日      | 36   | ふりむくな！雪おんなが来る            | 上原正三      | 神野智   | - ガブリンクィーン - 再生デス五人衆 |
| 12月17日      | 37   | あっ！空に浮かぶ大砂漠                | 熊谷節        | 神野智   | - ガブリンクィーン - 再生デス五人衆 - タンクーダ（声 - 飯塚昭三） - ガトリンガー（声 - 青森伸） - クラゲモン（声 - 大宮悌二）          |
| 12月24日      | 38   | あ!! 呪いのサンタがやってくる         | 江連卓        | 村山新治 | - ガブリンクィーン - 再生デス五人衆 |
| 1977年 1月7日 | 39   | どうする!? マレー大彗星が地球に衝突   | 熊谷節        | 村山新治 | - ガブリンクィーン - 再生デス五人衆 |
| 1月14日       | 40   | ガブリンの怒り!! よみがえった黒の騎士 | 江連卓        | 若林幹   | - ブラックナイト |
| 1月21日       | 41   | 決闘だ!! 海底ムー帝国のガブリン       | 熊谷節        | 若林幹   | - ブラックナイト |
| 1月28日       | 42   | ついに来た!! ダダ星よりの使者         | 上原正三      | 竹本弘一 | - ブラックナイト |
| 2月4日        | 43   | デスマッチ!! 殺人サイボーグの涙       | 上原正三      | 竹本弘一 | - ブラックナイト |
| 2月11日       | 44   | 剣には剣を！さらば弟よ                | 井出敬 若林幹 | 若林幹   | - ブラックナイト |
| 2月18日       | 45   | 激突！スカイマシン対オートバイ軍団    | 熊谷節        | 竹本弘一 | - ガブリンクィーン - ブラックナイト - オートバイ軍団                                                                                   |
| 2月25日       | 46   | スカイゼル破壊指令                    | 江連卓        | 竹本弘一 | - ガブリンクィーン - カメレオン（声 - 飯塚昭三） - 風太郎（演 - 神谷政浩） - 美女軍団（演 - 柚木恒子、真木ひろみ、市川悦子、藤田博美） |
| 3月4日        | 47   | あゝ!! 地球最後の日                   | 熊谷節        | 若林幹   | - ガブリンクィーン |
| 3月11日       | 48   | 死なないで!! キョーダインよ永遠に     | 江連卓        | 若林幹   | - 闇将軍ガブリン - ガブリンクィーン |

1976年11月19日（部門賞発表）、1976年12月31日（本選）は『第18回日本レコード大賞』関連のため放送休止。

## 放送局
以下、特記の無い限り全て放送時間は金曜 19:00 - 19:30、同時ネット。
- 毎日放送（制作局）
- 北海道放送[11]
- 秋田テレビ：月曜～金曜 5:55 - 6:25（1983年に放送）[12]
- 青森テレビ[13]
- 岩手放送：水曜 18:00 - 18:30[14]
- 東北放送[15]
- 福島テレビ[16]
- TBS[17]
- 新潟放送[18]
- テレビ山梨[17]
- 静岡放送[17]
- 信越放送（1976年10月6日で終了）：水曜 17:30 - 18:00[19]
- 北陸放送：金曜 16:55 - 17:25[20]→木曜 17:00 - 17:30[21]
- 福井テレビ：水曜 18:00 - 18:30[22]
- 中部日本放送
- 山陽放送
- 中国放送
- テレビ高知[23]
- RKB毎日放送[24]
- 長崎放送：金曜 16:30 - 17:00[24]
- 大分放送[25]
- 熊本放送：木曜 17:00 - 17:30[26]

## 劇場版
宇宙鉄人キョーダイン（1976年7月18日公開）
第3話のブローアップ版。
東映まんがまつりの一編として上映。同時上映は、『アリババと40匹の盗賊』『グレンダイザー ゲッターロボG グレートマジンガー 決戦! 大海獣』『秘密戦隊ゴレンジャー 爆弾ハリケーン』『ザ・カゲスター』『一休さん虎たいじ』『母をたずねて三千里』『山口さんちのツトム君』。
DVD「宇宙鉄人キョーダイン Vol.4」の映像特典や、2007年12月7日に発売された「東映特撮ヒーロー THE MOVIE BOX」および2009年11月21日の「東映特撮ヒーロー THE MOVIE Vol.4」に収録されている。

## 映像ソフト化
- 1986年2月21日にVHSが東映ビデオより発売された。第1話から第3話を収録。
- 1997年11月21日から1998年9月21日にかけてLDが東映ビデオより発売された[27][28]。全6巻の各2枚組で各巻8話収録。
- 2006年2月21日から5月21日にかけてDVDが東映ビデオより発売された。全4巻の各2枚組で各巻12話収録。
- 2008年7月21日発売の「石ノ森章太郎 生誕70周年 DVD-BOX」に第1話が収録されている。

## ネット配信
2012年6月4日から11月18日まで、YouTubeの「東映特撮 YouTube Official」にて配信されたほか、2018年2月14日から8月1日まで再配信が行われた。

## サウンドトラックCD
石ノ森章太郎 生誕70周年記念 宇宙鉄人キョーダイン MUSIC COLLECTION
発売元 - コロムビアミュージックエンタテインメント　発売日 - 2009年9月18日　品番 - COCX-35719

## 玩具と商品展開
メインスポンサーと玩具製作・発売は仮面ライダーシリーズから引き続きポピー（現・バンダイ）が担当しており商品発売の版権元でもあった。超合金としての「スカイゼル」「グランゼル」を初めとしてポピニカの「スカイマシーン」「グランマシーン」「スカイジェット」（グランミサイル付）「グランカー」（スカイミサイル付）や超合金では「ゴンベス」、ポピニカでは「ベース円盤」も発売されている。超合金のキョーダインは「オープンフェイス」も再現され譲治と竜治の顔写真も貼られていた。特に「スカイゼル」はスカイミサイル形態の首を差し替え可能でギミックとしては非常に凝っていた。他にソフトビニール人形やベルト、「スーパーマシンダー」（「ジャンボマシンダー」の小型版）などが発売されている。
学習用品ではショウワノート、セイカパズルなどがある。

## コミカライズ
- 作品によって、基本的な設定に違いがあり、ダダ星で葉山譲治と竜治の兄弟が絶命する展開の作品と、絶命の描写が無い作品が存在している。

- 月刊少年マガジン（講談社）:原作者である石ノ森章太郎による漫画版。TV放送と同時期に連載された。2014年4月に「石ノ森章太郎デジタル大全」として、他のSF短編5編と共に電子書籍化されている。
- テレビマガジン（講談社） :作画は成井紀郎。序盤はシリアスだったが、次第に成井の得意なドタバタギャグ路線にシフトしていき、タイトルを「宇宙鉄人ジョーダイン」と変えたりして原作のパロディ作品のようなコミックとなっていった[1]。テレマガKC枠にて単行本も発売されたが、5話の未収録エピソードを残したまま刊行が停止していた。
- テレビランド（徳間書店） ：作画は土山よしき。敵であるダダロイドが変形してもキョーダインは変形せず戦うなど独自の展開が特徴で、全体的にハードな雰囲気を持つ一方、エツ子を主役に据えたエピソードでは少女漫画的なテイストも漂わせる。奇しくも、この土山版も5話の単行本未収録エピソードを残しての刊行停止となった。
  - その後、2011年11月に上記の成井版を上巻、土山版を下巻とする形で、各未収録話も網羅した35年掛かりの「完全版」としてパンローリングより復刻された。
- 冒険王（秋田書店） ：作画は時里信一。成井版と土山版の人気が高過ぎた故か単行本化の機会に恵まれず、上記の復刻においても対象外となっている。石ノ森作品のコミカライズは基本的に石森プロ所属者が担当するのが慣例であり、成井と土山は実際に石ノ森の弟子であったが、時里は赤塚不二夫の弟子にあたり異例の起用となった。ただし、時里はこれ以前に『人造人間キカイダー』のコミカライズも担当している。

## その他
- 第1話Aパートのフォーマットは第2話以降とは異なり、「プロローグ」（葉山博士たちがダダ星に連れ去られる）→「タイトル」→CM→「OP映像」→「サブタイトル部」（この間のCM無し）→Aパートとなっている。
- 「キョーダイン」は「きょうだい」から来ているほか、原作者の石ノ森によれば「1京ダインの力」[注 15]という意味も掛けてあるとのこと[1]（この場合「京」の読みは「けい」が正しい）。
- 「とう!」などの戦闘時の掛け声は、キョーダインの場合は「キョー!」、ダダ星ロボット軍は「ダイン!」である。
- 譲治を演じた夏夕介は、竜治役の佐々木剛よりも年下である。グランゼルの配役はクランクイン直前まで決まらず、スタッフから「佐々木なら良いのでは」との意見があり佐々木に決定した[30]。
- 『毎日新聞』のテレビ番組欄では、夏と佐々木の両者を載せられない時は、ローテーションで2人の名を交互に載せていた[31]。

## 関連作品
- 仮面ライダーフォーゼ THE MOVIE みんなで宇宙キターッ! - 『仮面ライダーフォーゼ』の劇場版作品。スカイダイン、グランダイン、ブラックナイト、ガンベースというそれぞれスカイゼル、グランゼル、ブラックナイト、ゴンベスを現代風にリメイクしたキャラクターが登場[32][33]。また本作品のスピンオフムービー「ネット版 仮面ライダーフォーゼ みんなで授業キターッ!」では前述のスカイダイン、グランダイン、ブラックナイトのことを知っておく事前情報をメンバーに教える形で本作品の映像パートが流用されている。
- 仮面ライダー×スーパー戦隊×宇宙刑事 スーパーヒーロー大戦Z - 上記のスカイダイン・グランダインが登場。
- 仮面ライダー平成ジェネレーションズ FINAL ビルド&エグゼイドwithレジェンドライダー - エニグマというガブリンをモチーフとしていたキャラクターが登場[32]。